# Mitjaevia korolevskayae
Mitjaevia korolevskayae är en insektsart som beskrevs av Irena Dworakowska 1979. Mitjaevia korolevskayae ingår i släktet Mitjaevia och familjen dvärgstritar.
Artens utbredningsområde är Vietnam. Inga underarter finns listade i Catalogue of Life.